# Venedikt Ieroféiev
Venedikt Vassilievitx Ieroféiev (rus: Венедикт Васильевич Ерофеев) va ser un escriptor rus, nascut el 24 d'octubre de 1938 a Kírovsk (óblast de Múrmansk) i mort l'11 de maig de 1990 (a 51 anys) a Moscou. És conegut internacionalment per la seva novel·la Moscou-Petuixkí (Москва-Петушки), que va acabar a la tardor de 1969 i que no va ser autoritzada per les autoritats soviètiques; durant molt de temps va circular en forma de samizdat.

## Biografia
Ieroféiev neix a l'óblast de Múrmansk i passa la seva infantesa a la petita ciutat de Kirovsk. És l'últim d'una família de sis nens. L'any 1946, el seu pare és arrestat per antisovietisme i enviat a un camp de treball. La seva mare, que no té els mitjans d'alimentar els nens, els porta a un orfenat fins a l'alliberament del pare, set anys més tard, l'any 1955. Ieroféiev acaba brillantment la seva escolaritat amb medalla. Entra a continuació a la Universitat de Moscou, on estudia filologia. És expulsat un any i mig més tard per absentisme i rebuig de passar els exàmens. Comença a beure amb obstinació. En aquesta època redacta els Carnets d'un psicòpata. Abandona Moscou. Amb la finalitat de conservar el seu estatus d'estudiant, freqüenta altres establiments universitaris, a diferents ciutats. Prova de publicar articles a revistes literàries, però sense èxit. Viatja a moltes regions de la Unió Soviètica, exerceix diferents oficis, no té residència fixa. Els seus textos circulen sota forma de manuscrits, cosa que li permet, malgrat l'absència de publicació oficial, d'obtenir una sòlida reputació literària. L'any 1969, escriu Moscou-Petuixkí, el relat d'un periple en tren d'un alcohòlic.
Des de 1985, l'escriptor pateix un càncer de gola. Després de l'operació, no s'expressa més que amb l'ajuda d'una electrolaringe (un aparell que emet vibracions que permeten fer-se entendre). Mor a l'hospital del Centre científic d'oncologia Nikolai Blokhin l'11 de maig de 1990. És enterrat al cementiri de Kúntsevo.
Venedikt Ieroféiev es va casar dues vegades: la primera amb Valentina Vassílievna Zimakova i la segona amb Galina Pàvlovna Nóssova. El 1966, la dona de Ieroféiev, Valentina Zimakova, va donar a llum un fill, Venedikt Venedíktovitx Ieroféiev. Galina Nóssova va morir tres anys més tard que Ieroféiev, després de llençar-se del balcó del seu pis tretzè, a Moscou.

## Moscou-Petuixkí
El protagonista d'aquest llibre és Venedikt Ieroféiev (igual que l'autor del llibre), un treballador d'estesa de cables que ha estat acomiadat del seu treball per elaborar uns informes en què relacionava la productivitat dels seus companys i el seu consum d'alcohol. Sense feina ni objectius i immers en una borratxera contínua, decideix fugir de Moscou i dirigir-se a Petuixkí, on l'espera «la més estimada de les prostitutes» i el seu fill. És aquest viatge el que dona títol al llibre i sintetitza el seu argument, que arrenca en el moment en què el protagonista puja al tren a Moscou i finalitza altre cop a Moscú. Venedikt, inconscient i borratxo, no baixa a Petuixkí i retorna a la capital russa, enmig de deliris alcohòlics.
Aquest «llarg poema en prosa» (com l'anomenava el mateix Ieroféiev) és una interessant dissertació alcohòlica que realitza el protagonista a mesura que es relaciona amb els passatgers que l'acompanyen en el seu viatge i en la qual tenen cabuda la política, l'amor, l'alcohol i, sobretot, la literatura russa i la Bíblia. No hi ha estament social, costum o ideologia que no sigui objecte de l'anàlisi etílica (i lúcida) del protagonista, que ens ofereix una visió realista i punyent de la Rússia de Bréjnev.
Al llarg del viatge, Viénitxka (diminutiu de Venedikt) té una conversa amb Déu, narra la seducció de l'amant que l'espera, elabora imaginàriament uns còctels la composició dels quals inclou laca d'ungles, vernís depurat, «remei contra la transpiració dels peus» i altres substàncies; estudia el singlot i com induir-lo; rememora el seu acomiadament del lloc que ocupava com a capatàs arran del mètode concebut per ell per aplicar les tècniques de racionalització dels recursos a la ingesta de beguda; recorda les partides de cartes (que eren les úniques ocupacions dels obrers a càrrec seu), discorre sobre el caràcter abstemi de Johann Wolfgang von Goethe; es fa explicar històries pels altres passatgers del tren; és temptat pel Diable; suborna amb begudes el revisor (viatja sense bitllet, com la resta del passatge); discuteix amb l'Esfinx i amb Mitridates, rei del Pont… Tot plegat conforma un seguit de digressions aparentment inconnexes, però que brollen directament de l'ànima del protagonista.
Poètic, humorístic i profundament crític amb la societat russa de l'època, aquest llibre escrit en 1969 va ser prohibit a Rússia i condemnat a distribuir-se, de forma clandestina, en còpies mecanografiades. No va ser fins al 1989 que va publicar-se al seu país, tot i que a l'estranger ja gaudia de gran prestigi des de la seva publicació a Jerusalem el 1973.

## Obres
- Moscú-Petushkí, Barcelona: Marbot Ediciones, 2010 (ISBN 978-84-92728-56-5), amb traducció d'Helena S. Kriúkova i Vicente Cazcarra. Edició il·lustrada per Lina Gorbaneva.
- La Nit de Walpurgis,
- Carnets d'un psicòpata,
- El meu Lenin de butxaca,